# 泰恩河谷
泰恩河谷（英語：Tynedale），英國英格蘭東北區域諾森伯蘭郡的一個非都市區（地方第二級區政府），區議會所在地位於赫克瑟姆（人口11,139）。

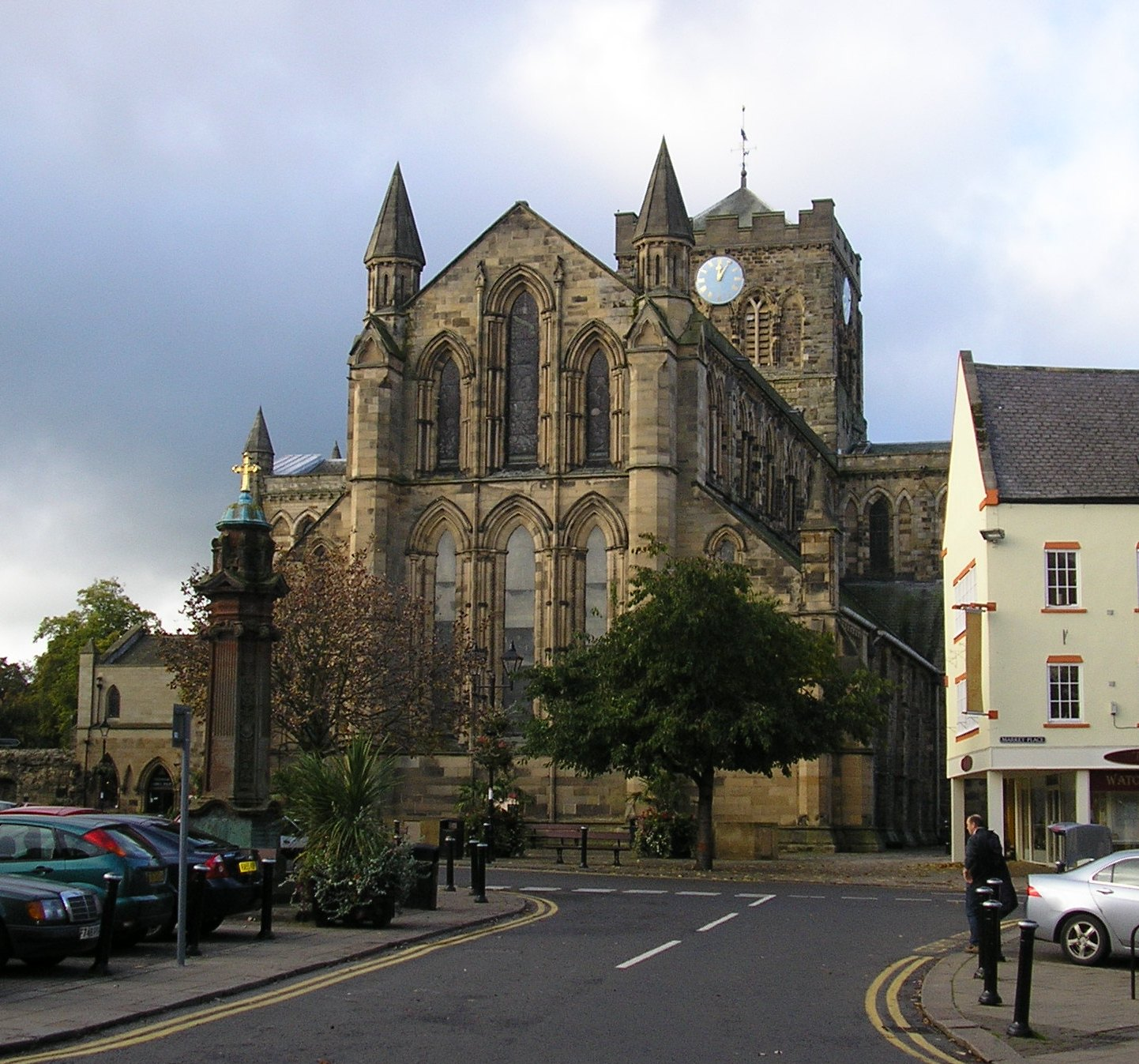
赫克瑟姆

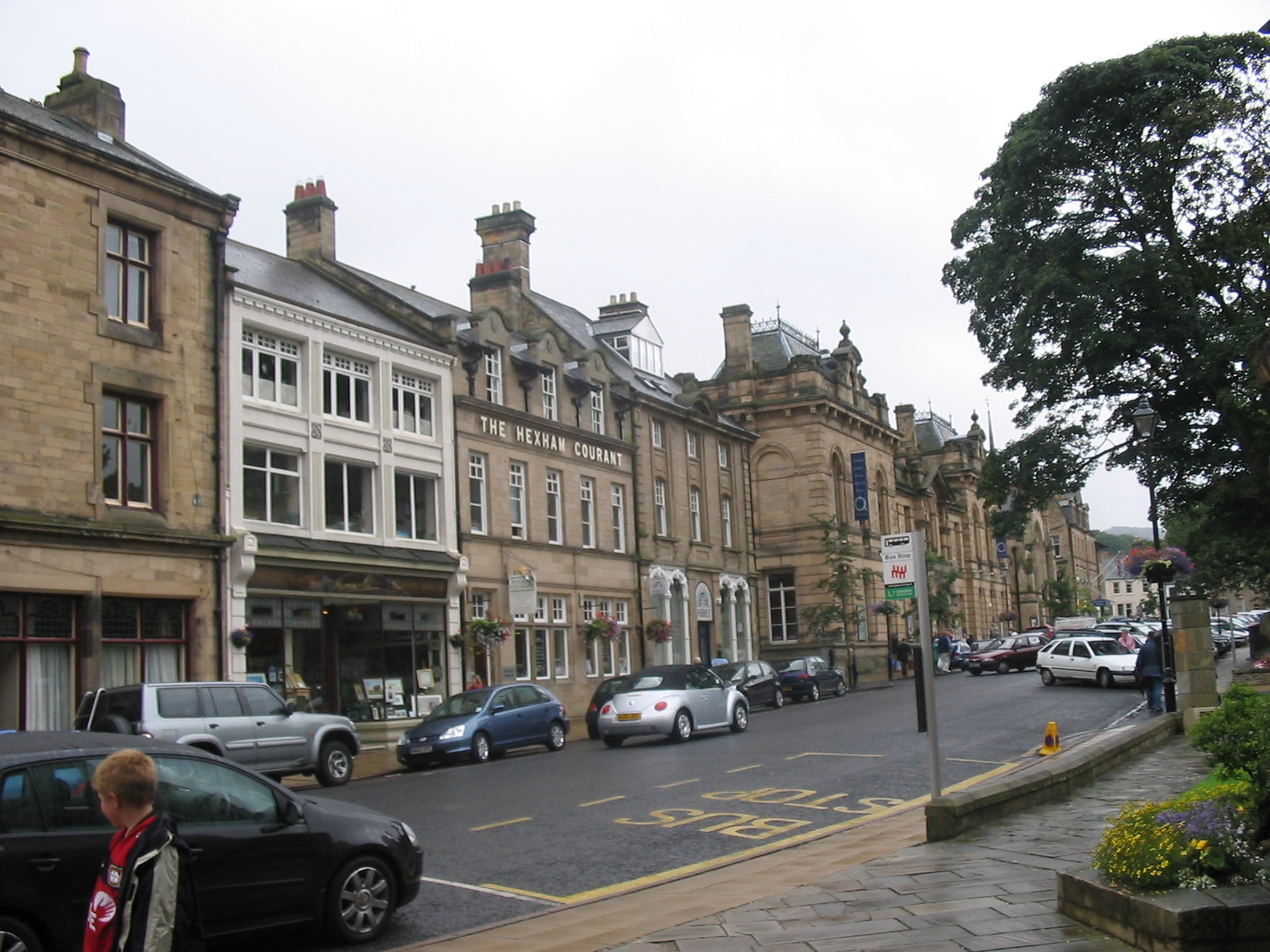
赫克瑟姆街景